# Фудэпэн
Фудэпэн (яп. 筆ペン,  известна также как «Brush Pen») — кистевая ручка в виде щётки с встроенным чернильным картриджем вдоль оси, откуда под небольшим давлением подаются чернила. Изобретена в Японии, предназначена для нанесения каллиграфических текстов тушью на бумагу, изготовленную по современным технологиям, в отличие от традиционного каллиграфического письма, которое наносилось на рисовую бумагу. Разработана и выведена на рынок в 1972 году компанией Sailor Pen, в настоящее время производится компаниями Pentel, Sakura Color Products Corporation и Kuretake.

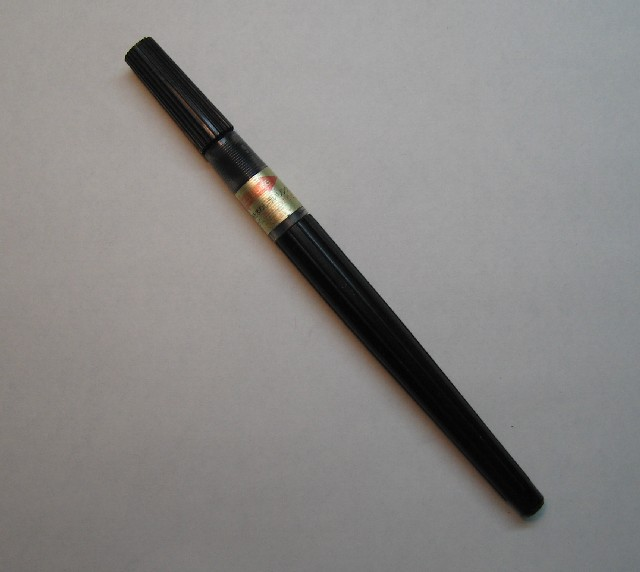
Перо для каллиграфии

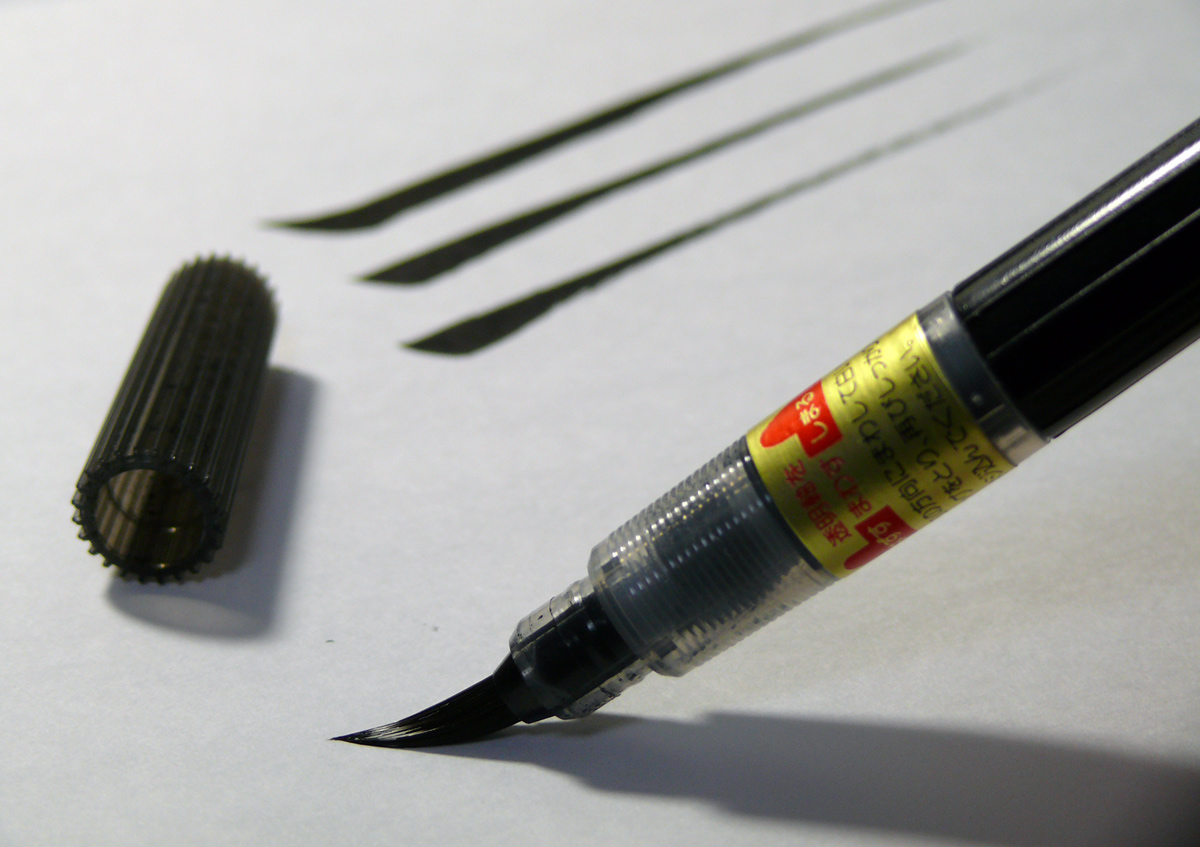
Фудепен с мазками

Стержни в фудэпэнах, как правило, одноразовые и могут быть заменены или пополнены по мере расходования чернил. Для изготовления традиционных японских кистей используются волосы животных, в фудэпэне они были заменены синтетическими волокнами.
Для письма в фудэпэнах используется специальная тушь, которая не применяется в традиционной японской каллиграфии. Тушь для фудэпэнов больше напоминает традиционные чернила для перьевых ручек, которые позволяют получать очень тёмные оттенки.